# Барсова Інна Олексіївна

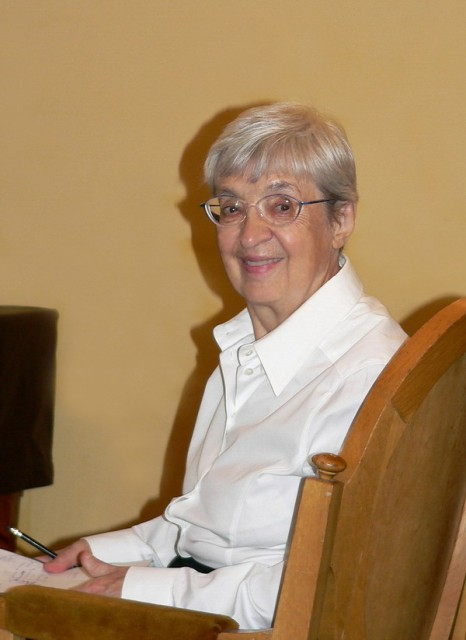
Inna Barsova (2007)

Інна Олексіївна Барсова (нар. 10 вересня 1937, Смоленськ) — російський музикознавець, професор, доктор мистецтвознавства, заслужений діяч мистецтв РФ (1994).
Закінчила в 1961 теоретико-композиторський факультет Московської консерваторії по класу І. В. Способіна, в 1964  — аспірантуру у нього ж.
З 1964 викладач Московської консерваторії (читання симф. партитур на кафедрі інструментування).
Авторка книг і статей з історії російської та зарубіжної музики.

## Основні публікації
| - Скрябин и русский симфонизм // Советская музыка. 1958. № 5. С. 65-71 - Густав Малер. Письма. Воспоминания / Пер. с нем. С. А. Ошерова. М.: Музыка. 1964. 635 с.; 1968. [Составление; вступ. статья «Густав Малер. Личность, мировоззрение, творчество»; комментарии.] - Книга об оркестре. М.: Музыка. 1969. 231 с.; 1978 - Практическое руководство по чтению симфонических партитур: Учеб. пособие для консерваторий. Вып. 1. М.: Музыка. 1969. 224 с. [Совместно с Ю. А. Фортунатовым.] - Ранние симфонии Густава Малера: Автореф. дисс. канд. иск. / Московская гос. консерватория им. П. И. Чайковского, 1970. 24 с. - Малер в контексте времени // Советская музыка. 1973. № 3. С. 69-77 - Музыкальная энциклопедия. Т. 2. М.: 1974. Статьи: Гросфатер (Стб. 76); Дестинова Э. (Стб. 203—204); Зембрих М. (Стб. 457—458); Камерная симфония (Стб. 674); Камерный оркестр (Стб. 675—676) - Обсуждаем симфонию А. Шнитке // Советская музыка. 1974. № 10. С. 14-16. [Под одним названием со статьями других авторов о Первой симфонии А. Шнитке.] - Камерный оркестр Пауля Хиндемита (Kammermusiken № 1-7) // Музыка и современность. Вып. 9 / Ред.-сост. Д. Фришман. М.: Музыка. 1975. С. 226—261 - Симфонии Густава Малера: Монография. М.: Сов. композитор, 1975. 496 с. Аннот.: [Zusammenfassung] // Nachrichten zur Mahler-Forschung. 1 / Internationale Gustav Mahler Gesellsschaft. Wien, 1976 - Александр Мосолов: двадцатые годы // Советская музыка. 1976. № 12. С. 77-87 - Alexandr Mosolov: Dvacátá léta // Hudebni Rozhledy. 1977. № 11, 12; 1978. № 2 - Малер Г. // Музыкальная энциклопедия. Т. 3. М., 1976. Стб. 414—420 - Курт в диалоге наших дней // Советская музыка. 1977. № 8. С. 118—125. (Рец. на кн.: Курт Э. Романтическая гармония и ее кризис в «Тристане» Вагнера. М., 1975) - Вагнер Р. Избранные работы. М.: Искусство. 1978. 695 с. [Составление и комментарии. Совместно с С. А. Ошеровым.] - Книга о Берге // Советская музыка. 1978. № 8. С. 105—112. [Рецензия на кн.: Тараканов М. Е. Музыкальный театр Альбана Берга. М., 1976.] - Музыкальная энциклопедия. Т. 4. М., 1978. Статьи: Оркестр (Стб. 83-97); Партитура (Стб. 193—196) - Das Frühwerk von Alexandr Mosolov // Jahrbuch Peters. 1979 / Hg. von Ebernhard Klemm. Leipzig, 1980. S. 117—169 - Ibid // Musik-Konzepte 37/38. Alexandr Skrjabin und die Skrjabinisten. II / Hg. von Heinz-Klaus Metzger und Rainer Riehn. München: edition text + kritik, 1984. S. 122—167 - Раннее творчество Александра Мосолова (двадцатые годы) // Александр Мосолов. Статьи и воспоминания / Общ. ред. И. А. Барсовой; Сост. Н. К. Мешко. М., 1986. С. 44-122 - The New Grove. Dictionary of Music and Musicians. London: Macmillan; Washington: Grove’s Dictionaries of Music inc.; Hong Kong: DC Peninsula, 1980. Статьи: Gnesin M. F. (Vol. 7. P. 478—479); *Grechaninov A. T. (Vol. 7. P. 658—659. В соавт. с Э. Джералдом); Ippolitov-Ivanov M. M. (Vol. 9. P. 291); Kastal’sky A. D. (Vol. 9. P. 822—823); Mosolov A. V. (Vol. 12. P. 611—612); Polovinkin L. A. (Vol. 15. P. 52); Vasilenko S. N. (Vol. 19. P. 560—561) - Музыкальная энциклопедия. Т. 5. М., 1981. Статьи: Струнный оркестр (Стб. 338—339); Трио-соната (Стб. 608—609); Tutti (Стб. 655—656) - Mahler und Dostojewski // Gustav Mahler Kolloquium / Red. Rudolf Klein. Kassel u. a.: Bärenreiter, 1981. (Österreichische Gesellschaft für Musik. Beiträge’ 79-81). S. 65-75 - Малер и Достоевский // Музыка. Культура. Человек. Вып. 2 / Под ред. М. Мугинштейна. Свердловск: Изд-во Уральского ун-та, 1991. С. 115—131 - Чтение партитур // Музыкальная энциклопедия. Т. 6. М., 1982. Стб. 254 - Портрет художника // Иностранная литература. 1983. № 3. С. 244—246. [В соавт. с С. А. Ошеровым. Рецензия на кн.: Бониш Ф. Жизнь Белы Бартока в фотографиях и документах. Будапешт, 1981.] - Сто лет спустя // Советская музыка. 1983. № 11. С. 112—120. (О Днях Рихарда Вагнера в ГДР, 7-13 февраля 1983 г.) - Библиотека музыканта // Музыка в СССР. 1984. № 3. Июль — сентябрь. С. 86-88. (Обзор новых нот и книг издательств «Музыка» и «Советский композитор») - Музыкальная драматургия Четвертой симфонии Гии Канчели // Музыкальный современник. Вып. 5 / Ред. В. В. Задерацкий и др. М., 1984. С. 108—134 - Музыка романтизма // Мир романтизма (живопись, рисунок): Каталог выставки. М.: Сов. художник. 1985. С. [9]-[20] - Опыт этимологического анализа: К постановке вопроса // Советская музыка. 1985. № 9. С. 59-66 - Александр Мосолов. Статьи и воспоминания / Сост. Н. К. Мешко. М., 1986. 208 с. Общая редакция; статья «Раннее творчество Александра Мосолова (двадцатые годы)» - Специфика языка музыки в создании художественной картины мира // Художественное творчество. Вопросы комплексного изучения. 1984 / Отв. ред. Б. М. Кедров. Л.: Наука. 1986. С. 99-116 - Мифологическая семантика вертикального пространства в оркестре Рихарда Вагнера // Проблемы музыкального романтизма: Сб. науч. трудов / Отв. ред. А. Л. Порфирьева. Л.: 1987. С. 59-75 - Проблемы малероведения 80-х годов: По материалам лейпцигского симпозиума // Советская музыка. 1987. № 2. С. 86-93 - То же на нем. яз. // Kongressbericht zum IV. Internationalen Gewandhaus-Symposium «GUSTAV MAHLER. Leben — Werk — Interpretation — Rezeption». 11.-13. Oktober 1985 / Hg. von Steffen Lieberwirth. Leipzig, 1990. (Dokumente zur Gewandhausgeschichte. 5). S. 130—134 - Легенда о художнике (Томас Манн и Густав Малер) // Музыка. Культура. Человек. Вып. 1 / Отв. ред. М. Мугинштейн. Свердловск, 1988. С. 128—148 - Самосознание и самоопределение истории музыки сегодня // Советская музыка. 1988. № 9. С. 66-73 - Опыт анализа музыкального конструктивизма в связи с творчеством Александра Мосолова (социальная функция, место в контексте других искусств, оркестровая техника) // Современная музыка и проблемы воспитания музыковеда: Межвузовский сб. трудов (Вып. 9) / Отв. ред. В. М. Калужский. Новосибирск, 1988. С. 43-57 - Творчество Александра Мосолова в контексте советского музыкального конструктивизма 1920-х годов // Россия — Франция. Проблемы культуры первых десятилетий XX века: Сб. статей / Общ. ред. И. Е. Даниловой. М., 1988. С. 202—220 - Восьмая симфония Малера в России // Советская музыка. 1989. № 4. С. 55-60. [Рецензия на первое исполнение 25 декабря 1988 г. п/у Д. Китаенко.] - Из неопубликованных архивов Мосолова // Советская музыка. 1989. № 7. С. 80-92; № 8. С. 69-75. [Публикация, вступ. статья, комментарии.] - Новое в русской малериане // Советская музыка. 1990. № 2. С. 98-102. (Автограф письма Г. Малера в России; Встреча Малера с оркестром Мариинского театра в зеркале документов) - «…Самые патетические композиторы европейской музыки». Чайковский и Малер // Советская музыка. 1990. № 6. С. 125—132 - То же на япон. яз. // New CF III-S. 1992. № 1. P. 177—182 - Mahler — ein «Schüler» Čajkovskijs? // Internationales Čajkovskij-Simposium. Tübingen 1993: Bericht / Hg. von Thomas Kohlhase. Mainz u. a.: Schott, 1995. (Čajkovskij-Studien. Bd. 1) S. 51-56 - Zum Formproblem bei Gustav Mahler // Kongreßbericht zum IV. Internationalen Gewandhaus-Symposium «GUSTAV MAHLER. Leben — Werk — Interpretation ndash; Rezeption». 11.-13. Oktober 1985 / Hg. von Steffen Lieberwirth. Leipzig, 1990. (Dokumente zur Gewandhausgeschichte. 5). S. 53-57 - Das Schaffen Gustav Mahlers im Spiegel der russischen Kritik und Musikwissenschaft in der ersten Hälfte des 20. Jahrhunderts // Das Gustav-Mahler-Fest. Hamburg 1989. Bericht über den Internationalen Gustav-Mahler-Kongreß / Hg. von Matthias Theodor Vogt. Kassel u. a.: Bärenreiter, 1991. S. 267—277 - Гёте И. В. Лирика. Переводы С. А. Ошерова. М., 1992. 113 с. [Составление.] - Орган в зеркале романтического оркестра. Австро-немецкая традиция // Музыкальная академия. 1993. № 2. С. 91-97 - Малер сегодня // Музыкальная академия. 1994. № 1. С. 140—220. [Составление. Совместно с А. Бретаницкой.] - Неизвестные документы // Там же. С. 214—217. [Публикация, комментарии.] - «Трижды лишенный родины». Архетип еврейства в личности и творчестве Густава Малера // Там же. С. 177—181 - «Россия промолчала…». К 100-летию со дня рождения Иосифа Шиллингера // Экспресс-хроника. 1995. 1 октября. № 32 (418) - Aleksander Mossolow — sein Leben und sein Schicksal // Verfemte Musik. Komponisten in den Diktaturen unseres Jahrhunderts: Dokumentation des Kolloquiums vom 9.-12. Januar 1993 in Dresden. Frankfurt/M. u. a.: Peter Lang, 1995. S. 177—182 - Mahler und Russland // Muziek & Wetenschap: Dutch Journal for Musicology. Vol. 5 (1995/1996). Nr. 3. Gustav Mahler: the world listens / Ed. by Donald Mitchell and Henriette Straub. Amsterdam. S. 287—301 - Между «социальным заказом» и «музыкой больших страстей»: 1934—1937 годы в жизни Дмитрия Шостаковича // Д. Д. Шостакович: Сб. статей. К 90-летию со дня рождения / Сост. Л. Г. Ковнацкая. СПб.: Композитор, 1996. С. 121—140 - Between «Social Demands» and the «Music of Grand Passions». The Years 1934—1937 in the Life of Dmitry Shostakovich // Shostakovich in Context / Ed. by Rosamund Bartlett. Oxford University Press, 2000. P. 79-98 - Русский музыкальный авангард 1920-х годов. Параллели и пересечения с немецкой музыкой // Москва — Берлин. 1900—1950: Каталог выставки. М.: Галарт; Берлин, Мюнхен: Престель, 1996. С. 167—171 - Verdrängte Moderne. Russische Avantgardemusik in den zwanziger Jahren // Berlin — Moskau. 1900—1950. München; New York: Prestel, 1996. S. 167—171 - Ars notandi. Нотация в меняющемся мире: Материалы науч. конференции, посвященной тысячелетнему юбилею Гвидо Аретинского. М., 1997. 124 c. [Науч. труды Московской гос. консерватории им. П. И. Чайковского. Сб. 17. Ред.-сост.] - Трактат Михаэля Преториуса «Syntagma musicum» как источник сведений по истории нотации // Ars notandi. Нотация в меняющемся мире: Материалы науч. конференции, посвященной тысячелетнему юбилею Гвидо Аретинского. М., 1997. С. 51-63. [Науч. труды Московской гос. консерватории им. П. И. Чайковского. Сб.17.] - Миф о Москве-столице (1920—1930) // Музыкальная академия. 1997. № 2. С. 174—178 - Очерки по истории партитурной нотации (XVI — первая половина XVIII века). М., 1997. 571 с. - Шостакович Д. Д. Светлый ручей: Комедийный балет в 3 д., 4 карт. Ор. 39: Перелож. для фортепиано автора / Общ. ред. М. Якубова. М.: DSCH. 1997. 232 с. [Подготовка текста; статья «„Светлый ручей“ — третий балет Дмитрия Шостаковича»; комментарии (совместно с М. Якубовым).] - «Светлый ручей» [Д. Шостаковича]. К истории создания. По следам нотных рукописей // Музыкальная академия. 1997. № 4. С. 51-58 - «…Нигде лучше не приняли моего „Воццека“, чем в Ленинграде» // Музыкальная академия. 1998. № 3-4. Кн. 1. С. 141—144 - Сотрудничество и переписка двух издательств: Universal Edition и Музсектора Гос-издата в 20-30-е годы: Взгляд из Вены // «Музыкальное приношение»: Сб. статей. К 75-летию Е. А. Ручьевской / Ред.-сост. Л. П. Иванова, Н. Ю. Афонина. СПб.: Канон. 1998. С. 240—258 - Das Thema der Wanderschaft im Lied von Schubert und Mahler // Muzyka i lirika 9. Pie´s´n europejska miedzu romantyzmem a modernizmem. Studia pod redaktija; M. Tomaszewskiego. Akademia Muzyczna w Krakowie, 2000. S. 89-95 - Густав Малер и венский сецессион // Музыка XX века. Московский форум: Материалы международных научных конференций / Отв. ред. В. С. Ценова. М., 1999. С. 110—117. [Науч. труды Московской гос. консерватории им. П. И. Чайковского. Сб. 25.] - К 90-летию со дня рождения В. Д. Конен // Старинная музыка: Практика, аранжировка, реконструкция: Материалы науч.-практич. конференции / Ред.-сост. Р. А. Насонов, М. Л. Насонова. М.: Прест. 1999. С. 5-10 - Поздний романтизм и антиромантизм в свете риторического типа творчества (опыт рассуждения) // Науковий вісник Національної музичної академії України ім П. I. Чайковського. Вип. 6. Musicae ars et scientia: Книга на честь 70-річчя Н. О. Герасимової-Персидської / Сост. Е. С. Зинькевич. Киев, 1999. С. 202—218 - Avancierte Musik in Moskau und St. Petersburg // Dresden und die avancierte Musik im 20. Jahrhundert. Teil I. 1900—1933 / Hg. von Matthias Herrmann und Hanns-Werner Heister. Laaber: Laaber, 1999. (Musik in Dresden. Bd. 4). S. 47-50 - Mahler and Russia // The Mahler Companion / Ed. by Donald Mitchell and Andrew Nicholson. Oxford, 1999. P. 517—530 - Воспоминание о Галине Ивановне Козловой // Галина Козлова. Музыкальное приношение: Воспоминания, статьи, материалы / Ред.-сост. Т. Н. Левая и Б. С. Гецелев. Н. Новгород, 2000. С. 73-74 - Музыка Кшенека в России // Эрнст Кшенек в «Геликон-опере». 13-14-15 ноября 2000. К 100-летию со дня рождения / Сост. Ю. Полубелов. М., 2000. С. 23-30 - Die Rezeption der deutsch-österreichischen Avantgarde in Russland (1911—1948) // Musikgeschichte in Mittel- und Osteuropa. Mitteilungen der internationalen Arbeitsgemeinschaft an der *Technischen Universität Chemnitz. Heft 6 / Hg. von Helmut Loos und Ebernhard Müller. Chemnitz: Gudrun Schröder, 2000. S. 146—173 - Ошеров С. А. Найти язык эпох. От архаического Рима до русского Серебряного века / 2001. 335 с. [Составление и общая редакция.] - The New Grove Dictionary of Music and Musicians. 2nd Edition / Ed. by Stanley Sadie. London: Macmillian, 2001. Статьи: Gnesin M. F. [Vol. 10. P. 64. В соавт. с Е. Двоскиной]; Goldenweiser A. B. [Vol. 10. P. 96-97. В соавт. с И. Ямпольским]; Grechaninov A. T. [Vol. 10. P. 325—326. В соавт. с Дж. Абрахамом]; Ippolitov-Ivanov M. M. [Vol. 12. P. 519—520]; Melkikh D. M. [Vol. 16. P. 347—348]; *Mosolov A. V. [Vol. 17. P. 182]; Podgaits Ye. I. [Vol. 19. P. 934—935]; Polovinkin L. A. [Vol. 20. P. 48]; Savenko S. I. [Vol. 22. P. 339—340]; Shebalin W. Ya. [Vol. 23. P. 244—246]; Sokolov I. G. [Vol. 23. P. 627—628]; Vasilenko S. N. [Vol. 26. P. 333—334]; Veprik A. M. [Vol. 26. P. 418—419. В соавт. с Д. Гойовы] - Католическая энциклопедия. Т. 1. М.: Изд-во францисканцев. 2002. Статьи: Вивальди А. (Стб. 955—956); Вилларт А. (Стб. 998—999); Габриели А. (Стб. 1158—1159); Габриели Дж. (Стб. 1159—1160); Гендель Г. Ф. (Стб. 1227—1229); Джезуальдо ди Веноза (Стб. 1605); Дворжак А. (Стб. 1556—1557) - Густав Малер и Арнольд Шёнберг — авторы оркестровых переложений // Арнольд Шёнберг: вчера, сегодня, завтра / Ред. Е. И. Чигарёва, Е. А. Доленко. М., 2002. С. 203—215. [Науч. труды Московской гос. консерватории им. П. И. Чайковского. Сб. 38.] - Музыка. Слово. Безмолвие // Слово и музыка: материалы научных конференций памяти А. В. Михайлова / Ред.-сост. Е. И. Чигарёва и др. М., 2002. С. 93-98. [Науч. труды Московской гос. консерватории им. П. И. Чайковского. Сб. 36.] - Ленинградская премьера оперы Альбана Берга «Воццек» в 1927 году / М. Е. Тараканов: Человек и Фоносфера. Воспоминания. Статьи. М.-Спб., 2003. C. 117—127 - Inna Barsova. Opfer stalinistischen Terrors: Nikolaj Žiljaev // Friedrich Geiger / Eckhard John (Hrsg.). «Musik zwischen Emigration und Stalinismus. Russische Komponisten in den 1930-er und 1940-er Jahren». Verlag J. B. Metzler. Stuttgart. Weimar. 2004. S. 140—157 - Wolfgang Mende. «Die Macht der Zensur war total». Ein Gespräch mit Inna Barsova. Verlag J. B. Metzler. Stuttgart. Weimar. 2004. Derselbe S. 12-18 - «Автограф Густава Малера» «Lieder eines fahrenden Gesellen» (к проблеме творческого процесса в инструментовке) // Процессы музыкального творчества. Вып. 8. Сб. трудов № 166. Ред.-сост. Е. В. Вязкова. М., 2005, С. 94-132 - Между Россией и Европой. В начале была Harmoniemusik // М. И. Глинка. К 200-летию со дня рождения. Том 1. Отв. ред. — Н. И. Дегтярева, Е. Г. Сорокина. М., 2006. C. 120—126 - Густав Малер. Письма / Сост. и коммент. И. А. Барсовой и Д. Р. Петрова. СПб., 2006 - Отрывок из воспоминаний // А. Л. Локшин — композитор и педагог. М., 2006. C. 47-48 - Контуры столетия. Из истории русской музыки XX века. СПб, 2007 - Бах — Шенберг: Две хоральные прелюдии И. С. Баха в оркестровой обработке А. Шенберга // Оркестр. Инструменты. Партитура. Вып. 2. М., 2007. С. 167—197 - Густав Малер — аналитик партитуры // Оркестр без границ: Материалы научной конференции памяти Ю. А. Фортунатова / Ред.-сост. И. А. Барсова, И. В. Вискова. М., 2009 |